# Псковская группа говоров
Пско́вская гру́ппа го́воров — среднерусские говоры на территории большей части Псковской области и части соседних районов других областей, объединённые общими для них диалектными чертами. Псковская группа является частью более крупного диалектного объединения — западных среднерусских акающих говоров.

## Вопросы классификации
| Классификация: - Русский язык - Среднерусские говоры - Западные среднерусские говоры - Западные среднерусские акающие говоры - Псковская группа говоров |

Согласно данным диалектологических карт русского языка, составленных в 1914 и 1965 гг., Псковская группа говоров в каждой из них отнесена к средневеликорусским (среднерусским) говорам, имеет одно и то же название, и занимает приблизительно одинаковую территорию.

### Диалектологическая карта 1914 года
Авторы карты 1914 года дали определение Псковской группе как переходным говорам «на северновеликорусской основе с белорусскими и южновеликорусскими наслоениями».
Основные диалектные черты, по которым была выделена данная группа:
- Сильное яканье (произношение звука [а] в первом предударном слоге после мягких согласных на месте гласных неверхнего подъёма независимо от гласного, находящегося под ударением): сяло, сястра, тярять, няси и т. д.
- Распространение сочетаний -ый, -эй в соответствии -ой: злый, рыю, мыю; злэй, рэю, мэю и т. д.
- Цоканье (совпадение аффрикат /ч/ и /ц/ в [ц])
- Произношение ў в конце слова и слога: дро[ў], ла́[ў]ка и т. д.
- Совпадение окончания творительного и дательного пад. мн. числа: пойдём за грибам
- Образование существительных мн. числа при помощи окончания -ы: лесы, домы, глазы и т. п.

### Диалектологическая карта 1965 года
Псковская группа вместе с Селигеро-Торжковскими говорами в классификации 1965 года образуют в составе западных среднерусских говоров особое объединение, которое характеризуется основной диалектной чертой — аканьем, и противопоставляется окающим говорам, расположенным севернее.
Территория распространения псковских говоров разделяется на западную и восточную части (приблизительная граница проходит по линии с севера на юг через город Великие Луки), переходные говоры восточной части связывают Псковскую группу с Селигеро-Торжковскими говорами. Основными различиями западных и восточных говоров являются размещение ареалов как собственных диалектных явлений, так и явлений других диалектных объединений. На западе распространены некоторые из языковых черт Гдовской группы говоров и северной диалектной зоны, а на востоке — некоторые из черт южнорусского наречия, не известные на западе.

## Область распространения
Ареал Псковской группы говоров занимает западную часть среднерусских акающих говоров, охватывая в основном территорию Псковской области, кроме её крайней северной и крайней южной частей, а также примыкающие к ней небольшие территории Новгородской и Тверской областей. На севере и востоке псковские говоры граничат с другими среднерусскими говорами — Гдовской группы, Новгородскими и Селигеро-Торжковскими. На юге граничат с говорами Западной и Верхне-Днепровской групп южного наречия. А на западе соседствуют с областями распространения эстонского и латышского языков. Говоры Псковской группы также распространены на западном побережье Чудского озера среди русских старообрядцев Эстонии.

## История
Основой формирования современных псковских говоров был, сложившийся на территории Псковского средневекового государства, древнепсковский диалект, на его языковых особенностях сформировались многие отличительные черты говоров Псковской группы. В целом формирование северной и восточной границ Псковской, как и обособление от неё Гдовской группы говоров, произошло сравнительно поздно, в XV—XVIII вв.
Псковские диалектные особенности свидетельствуют о древних преобразованиях в системе языка и тесных языковых контактах славянского (кривичского) населения с народами, говорящими на балтийских и финно-угорских языках.

## Особенности говоров
Псковская группа говоров разделяет все диалектные черты, присущие всем западным среднерусским говорам в целом, а также западным среднерусским акающим говорам, в том числе характерные для более западной их части, при этом имея собственные, присущие только этой группе, черты. В пределах распространения псковских говоров различаются языковые особенности западной и восточной (с переходными к Селигеро-Торжковским говорами) частей территории. Часть диалектных черт объединяет псковские говоры с соседними говорами белорусского языка.

### Диалектные явления, общие для всех псковских говоров

#### Фонетика
В области фонетики для псковских говоров прежде всего характерна такая отличительная особенность как сильное яканье, редукция гласного у и совпадение его с ъ в заударных слогах и во втором предударном слоге: о́к[ъ]н` (окунь), го́л[ъ]б` (голубь), за́м[ъ]жем (замужем); р[ъ]кава́, м[ъ]жики́ и т. д., произношение фонем т'  — д'  с сильным свистящим призвуком (дзеканье): [т’с']ихо (тихо), [д’з']ен` (день) и т. п., произношение мягких фонем с' , з'  (а изредка и твёрдых) с сильным шипящим призвуком: [с’’]ем` (семь), [з’’]ел’о́ной (зелёный) и т. п.

#### Морфология и синтаксис
Распространение форм творительного пад. ед. числа с окончаниями -ей, -уй у существительных жен. рода, оканчивающихся на мягкий согласный: гр’а́з[ей], гр’а́з'[уй] (грязью) и др. Данное явление в основном распространено в южных районах Псковской группы. Совпадение форм творительного и предложного пад. ед. числа прилагательных — местоимений с ударным окончанием -им (-ым): в молоды́м, в каки́м и т. п. Наличие словоформ йон — именительный пад. ед. числа местоимения 3-го лица муж. рода; йону́ (изредка ону́) (её) — родительный и винительный пад. ед. числа местоимения 3-го лица жен. рода. Распространение форм повелительного наклонения бежи́ (беги), бежи́т’о (бегите). Наличие основы с гласным е в формах настоящего времени глаголов типа рыть и мыть: м[э́]йу (мою), р[э́]йу (рою) (диалектная черта юго-западной диалектной зоны).
Диалектная черта, распространённая также в Новгородских говорах: Сказуемое — несогласуемое страдательное причастие в форме муж. рода: коса́ заплетён, я́годы на́бран.
Диалектные черты, распространённые также в Гдовской группе говоров: Наличие глагольных форм 3-го лица без окончания -т, возможных в ед. числе у глаголов I и II спряжения, а во мн. числе у глаголов II спряжения: йон нес'[о́] (он несёт), де́ла[йо] (делает), йон сид[и́] (он сидит), хо́д'[и] (ходит); йоны́ сид'[а́] (они сидят), хо́д'[а] (ходят) и т. д. Распространение парадигмы настоящего времени глагола мочь в следующем виде: мо[г]у́, мо́[г]еш, мо́[г]ут.

#### Лексика
Распространение слов: тяга́ть (теребить — о льне), па́лец (малая рукоятка у косы), одо́нок, оде́нье (большая укладка снопов в поле), боро́нка, боро́нник, боро́нщик (жеребёнок на третьем году). Данные слова распространены также в Селигеро-Торжковских говорах.

### Диалектные явления западных псковских говоров
(собственные языковые черты и черты, связывающие западные псковские с другими говорами):
Формы именительного пад. мн. числа с ударным -а от существительных жен. рода с мягкой основой: дерев[н’а́] (деревни), зеле[н’а́], лоша[д’а́] (лошади), пут'[а́], пустош[а́] и т. д., связывающие западные псковские с гдовскими говорами. Словоформа свекро́вка в именительном пад. ед. числа (явление северной диалектной зоны), формы сравнительной степени с суффиксом -о́ше: сладо́ше, крепо́ше и т. д.

### Диалектные явления восточных псковских говоров
Произношение слова пшеница со вставными гласными: п[а]шени́ца, п[ъ]шени́ца, (данная черта связывает восточные псковские говоры с южнорусским наречием). Распространение страдательных причастий жен. рода: вы́дадена, отда́дена и т. д.

### Говоры старообрядцев Эстонии
Основная статья: Причудские говоры.
Также как и все псковские говоры в целом, говоры старообрядцев характеризуются диссимилятивным аканьем и сильным яканьем; наличием второго полногласия ([нав’ар’о́х] (наверх), ст[о́]лоб, смер'[о́]тушка и др.); а также наличием протетического гласного в формах прошедшего времени глагола идти́ ([и́]шла, [и́]шли); заимствованиями в лексике из эстонского языка (му́рник — каменщик и др.) и прочими диалектными чертами.